# أوسكار إدوارد فرنسيس جاكسون
أوسكار إدوارد فرنسيس جاكسون (بالإنجليزية: Wilfrid Edward Francis Jackson)‏ هو سياسي بريطاني (وحمل سابقاً جنسية المملكة المتحدة لبريطانيا العظمى وأيرلندا)، ولد في 1883، وتوفي في 1971. انتخب Governor of British Mauritius ‏.